# 후쿠다 아이오
후쿠다 아이오(일본어: 福田 愛大, 1994년 12월 18일~)는 일본의 축구 선수이다.

## 구단 경력
그는 2017년 J3리그의 FC 류큐에 입단했다. 2018년 데뷔했다.